# زبان پیکاردی
زبان پیکاردی زبانی هندواروپایی از شاخه زبان‌های اوییل است که در کشورهای فرانسه و بلژیک در حدود هفتصد هزار تن گویشور دارد. این زبان در بین گویشوران خود نام‌های متفاوتی دارد که از آن جمله می‌توان به چتی، چتیمی، روچی و پاتوآ اشاره نمود. این زبان در مدارس فرانسه آموزش داده نمی‌شود و کاربردش در محاورات دوستانه و بین اعضای خانواده محدود شده‌است. زبان پیکارد اگرچه امروزه کاربرد نوشتاری چندانی ندارد و در محاورات بکار گرفته می‌شود اما دارای ادبیات مکتوب حاوی شعر، ترانه و کتب طنز می‌باشد.

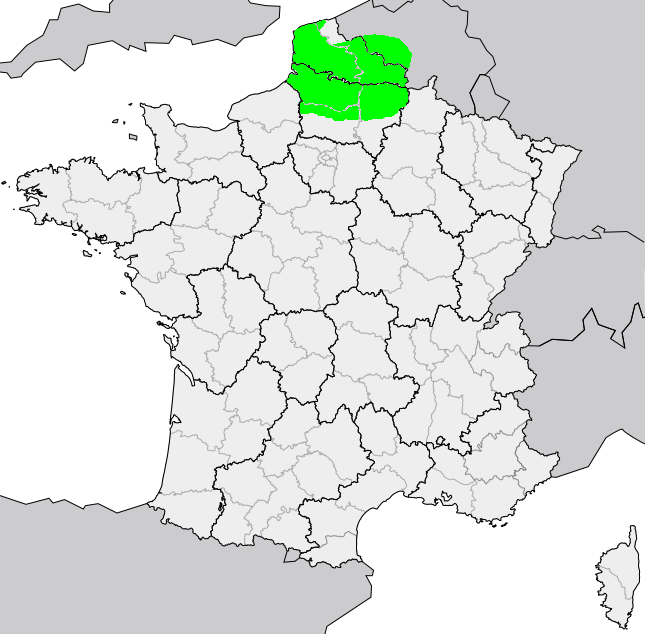
Picard

### Audio
http://ches.diseux.free.fr/sons/d85.mp3
http://ches.diseux.free.fr/diri/dir85.htm
Centre de Ressources pour la Description de l'Oral (CRDO) ( http://www.language-archives.org/language/pcd )
الگو:کد زبان‌های معرفی‌شده در ایزو ۶۳۹-۳ که حرف اول عنوان بین‌المللی آن‌ها حرف P است